# Моргулов, Игорь Владимирович
И́горь Влади́мирович Mоргу́лов (род. 4 мая 1961) — российский дипломат. Чрезвычайный и полномочный посол Российской Федерации в Китайской Народной Республике с 13 сентября 2022 года. Заместитель министра иностранных дел Российской Федерации (2011—2022).

## Биография
В 1983 году окончил Институт стран Азии и Африки при МГУ им. М. В. Ломоносова. Владеет китайским и английским языками.
С 1984 года работал в системе Министерства внешней торговли СССР, в том числе в Торговом представительстве СССР в КНР.
В 1989—1991 годах — референт-переводчик, старший референт сектора Китая Международного отдела ЦК КПСС.
В системе МИД России работает с 1991 года. Занимал различные дипломатические должности в центральном аппарате Министерства и за рубежом (КНР, США, Япония).
- В 2006—2009 годах — советник-посланник Посольства России в КНР.
- В 2009—2011 годах — директор Первого департамента Азии МИД России.

С декабря 2011 по 13 сентября 2022 года — заместитель министра иностранных дел Российской Федерации. Курировал вопросы отношений с государствами Восточной и Южной Азии, проблематику многостороннего сотрудничества в Азиатско-Тихоокеанском регионе.
С 13 сентября 2022 года — чрезвычайный и полномочный посол Российской Федерации в Китайской Народной Республике.

## Общественная деятельность
Заместитель председателя Общества российско-китайской дружбы.
Член Попечительского совета Института стран Азии и Африки МГУ.

## Семья
Женат. Имеет двоих детей.

## Награды
- Орден «За заслуги перед Отечеством» IV степени (2022)
- Орден Александра Невского (2020)[4]
- Орден Почёта (2013)[5]
- Орден Дружбы (2015)
- Медаль ордена «За заслуги перед Отечеством» II степени (2007)[6]
- Почётная грамота Президента Российской Федерации (2014)
- Благодарность президента Российской Федерации (2011, 2021)[7]
- Благодарность Правительства Российской Федерации (2009)[8]
- Орден Святого благоверного князя Даниила Московского III степени (РПЦ, 2021)[9]

## Дипломатический ранг
- Чрезвычайный и полномочный посланник 2 класса (28 ноября 2007)[10].
- Чрезвычайный и полномочный посланник 1 класса (28 апреля 2011)[11].
- Чрезвычайный и полномочный посол (1 мая 2012)[12].